# Pradosia glaziovii
Pradosia glaziovii — рослина з родини Сапотові, яка була ендемічною для Бразилії. Зараз вважається вимерлою через зникнення середовища існування.